# El diablo con faldas
 El diablo con faldas  es una película argentina en blanco y negro dirigida por Ivo Pelay sobre su propio guion que se estrenó el 20 de abril de 1938 y que tuvo como protagonistas a Florencio Parravicini, Celia Gámez, Pedro Maratea y María Santos. Alberto Etchebehere realizó la supervisión técnica además de su función de director de fotografía.

## Sinopsis
Una compañía de teatro de revistas altera la vida del intendente cuando llega a su pueblo.

## Reparto
Participaron en el filme los siguientes intérpretes:
- Florencio Parravicini
- Celia Gámez
- Pedro Maratea
- María Santos
- Carlos Enríquez
- Augusto Codecá
- Enrique Arellano
- Adolfo Meyer
- Carlos Valdez
- José Ruzzo
- Arturo Arcari
- Ilde Pirovano
- Warly Ceriani

## Comentarios
Según el comentario publicado en Nuestra Cinematografía, el filme "pretende constituir un alegato en contra de las pasiones incubadas a destiempo y los amores licenciosos al margen de la buena moral y costumbres" y el crítico Claudio España destacó como lo mejor de la película la recreación a cargo de Parravicini del personaje del francés Gastón Thibaut, semejante al que cinco años antes había interpretado en la pieza Café cantante.